# Hilversums rådhus
Hilversums rådhus är ritat av den nederländske arkitekten Willem Marinus Dudok 1924. Huset uppfördes mellan 1928 och 1931. Dudok designade även interiören och möblerna. Rådhuset invigdes officiellt den 31 juli 1931. 
Rådhuset är byggt enbart i gult tegel. Tegelstenarna var av en ovanlig storlek, speciellt tillverkade för rådhuset. Dudoks signum, ett asymmetriskt användande av geometriska former, syns tydligt på denna byggnad.